# Miraculine

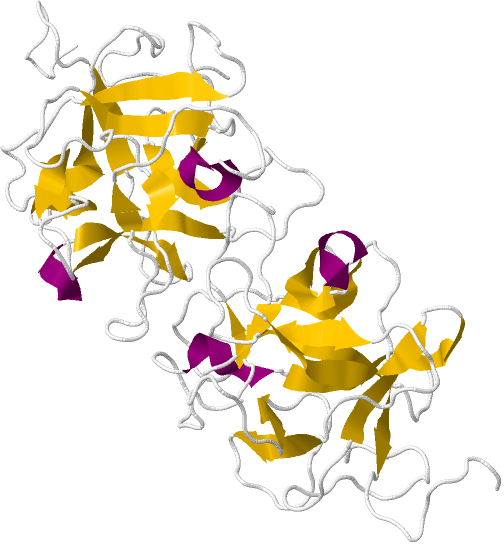
Modélisation de la protéine de Miraculine

La miraculine est une glycoprotéine extraite de l'arbre à fruit miracle, un arbuste originaire d'Afrique de l'Ouest (Synsepalum dulcificum ou Richadella dulcifica).
La miraculine elle-même n'est pas sucrée, mais les papilles de la langue des humains, une fois exposées à la miraculine, perçoivent le goût des aliments normalement aigres, acides tels que les agrumes, comme très doux et fruité pendant trente minutes à une heure. Ce petit fruit rouge a été utilisé en Afrique de l'Ouest pour améliorer le goût des aliments. Cette possibilité de modifier la perception humaine a été considérée comme un miracle par le Dr W.F Daniell.
La substance active, isolée par le professeur Kenzo Kurihara (栗原 堅三, Kurihara Kenzo), un chercheur japonais, a été nommée miraculine en hommage au « fruit miracle » quand il a publié ses travaux dans la revue Science en 1968.
L'Institut national de recherche pour l'agriculture, l'alimentation et l'environnement (INRAE) effectue des recherches sur cette glycoprotéine pour aider les patients en chimiothérapie qui subissent une altération du sens gustatif (souffrant d'une sensation de goût métallique) et pour améliorer le goût amer de certains médicaments[réf. souhaitée].